# Otokar Cobra
Otokar Cobra je rodina lehkých obrněných vozidel, které vyrábí turecká společnost Otokar Otomotiv ve Savunma Sanayi. Při výrobě byly využity zkušenosti s americkým HMMWV a turecké obrněné vozidlo s ním sdílí některé komponenty pohonu a podvozku.

## Design
Vozidla Cobra lze rychle přepravit letadly, vrtulníky, kamiony i po železnici. Cobra má svařovaný trup, střešní poklopy a tříbodový uzamykací systém. Obrněnec je schopen přepravit čtyři až dvanáct vojáků, záleží na dané variantě. Obojživelná sada se skládá z dvojitých hydraulických trysek s ovládáním joystickem a zavíracími lamelami. Tento systém umožňuje vozidlu vjet do vody bez přípravy. Vůz je standardně vybaven klimatizací. Doplňkové vybavení zahrnuje elektrický naviják, systémy pro jadernou, chemickou a biologickou ochranu, dále dálkové světlomety nebo kouřové granáty a periskopy.

## Výzbroj
Vozidla Cobra lze osadit různými typy zbraňových stanic a věží s 7,62mm nebo 12,7mm kulomety, 40mm automatickými granátomety nebo dokonce kanóny ráže 30 mm. Doplňkovou výzbroj mohou také tvořit protitankové řízené střely TOW nebo Spike.  

## Pohon
Obrněnce pohání přeplňovaný vidlicový osmiválec o objemu 6,5 litru s výkonem 140 kW (190 k), který prostřednictvím automatické převodovky pohání všechna čtyři kola.

## Uživatelé
- Alžírsko
- Ázerbájdžán
- Bahrajn
- Bangladéš
- Burkina Faso
- Černá Hora
- Ghana
- Gruzie
- Kazachstán
- Kosovo
- Maledivy
- Mauritánie
- Nigérie – 194 vozidel
- Pákistán – 30 obrněnců
- Rwanda
- Severní Makedonie
- Slovinsko
- Spojené arabské emiráty

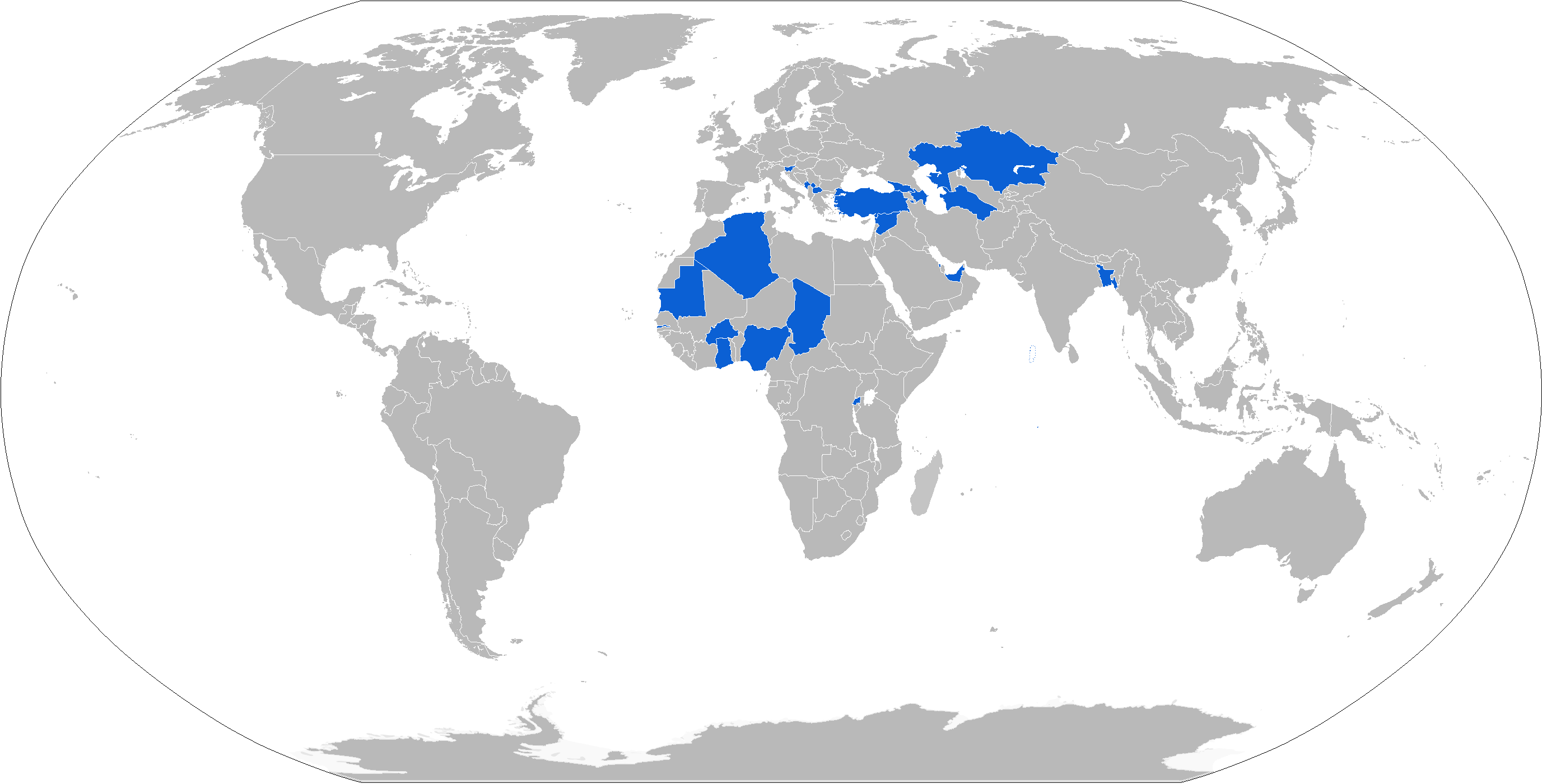
Mapa uživatelů Otokar Cobra.

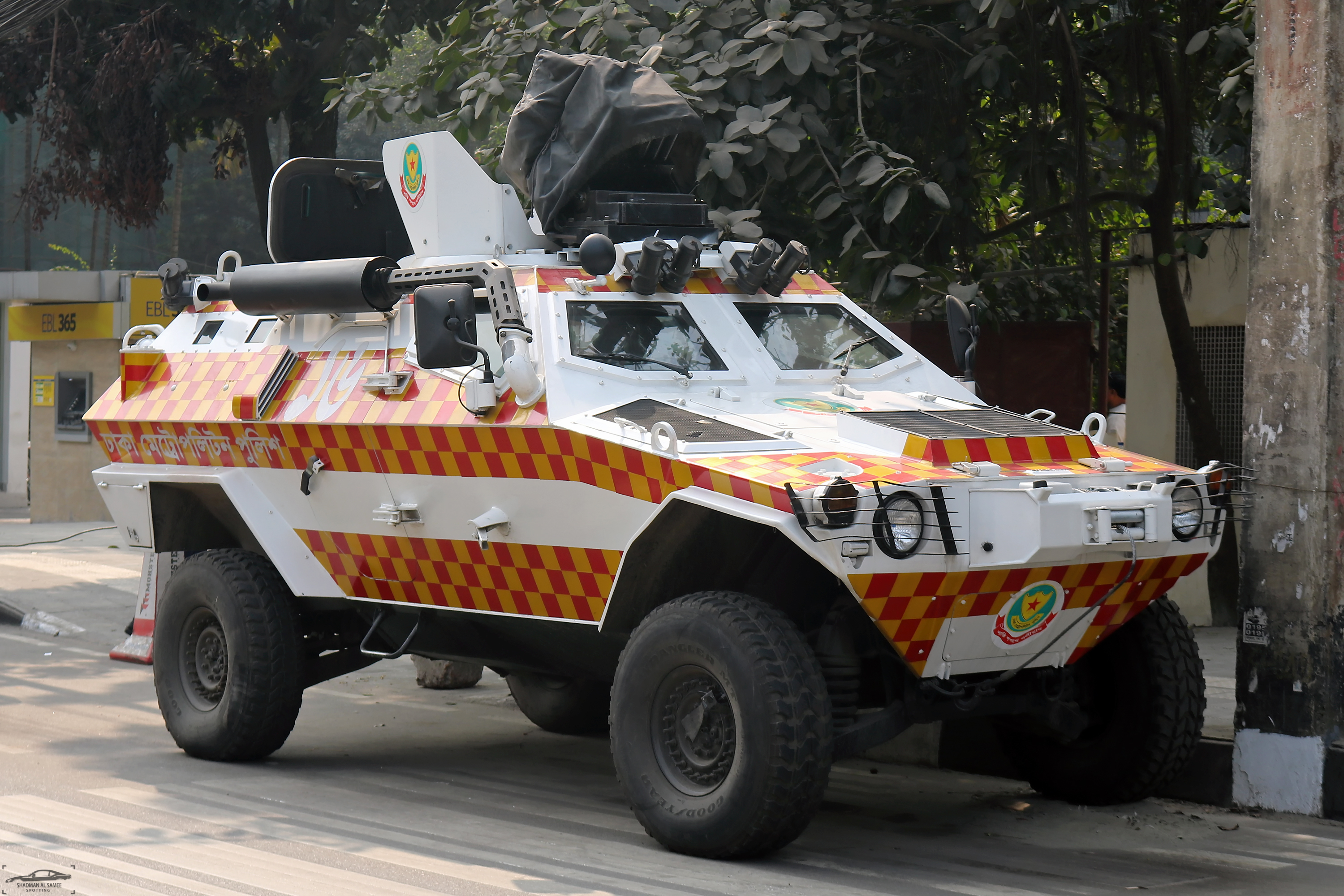
Otokar Cobra bangladéšské policie.

- Sýrie – několik kusů ukořistěno v bojích s ISIL
- Ukrajina[3]